# Chilomys instans
Chilomys instans é uma espécie de roedor da família Cricetidae. Pode ser encontrada nos seguintes países: Colômbia, Equador e Peru.